# 레모 루피니

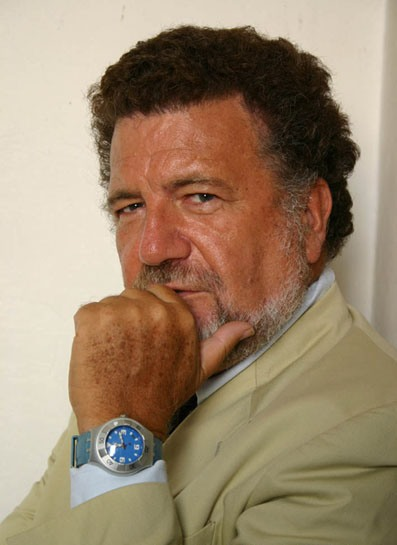
루피니

레모 루피니(이탈리아어: Remo Ruffini, 프랑스 라 브리그 출신, 1942년 5월 17일 ~)은 1978년부터 로마 라 사피엔차 대학교의 이론물리학 교수이다. 루피니는 국제상대론천체물리학 연구센터의 소장이고 여러 대학교와 연구소가 공동으로 운영하는 국제상대론박사과정 보관됨 2007-07-06 - 웨이백 머신을 개설 하였다. 루피니(Ruffini) 교수는 Erasmus Mundus IRAP Ph D (국제천체물리학 박사학위 과정)의 총 책임자이다) 나아가, 여러 나라 천체물리학 분야에서 서로 협력하기로 한 국제네트워크를 만들었다.

## 이력
루피니 교수는 1966년에 학위를 받은 후에 독일의 마인츠 과학 아카데미에서 박사후 연구원으로 파스칼 조르단 교수와 일했다. 이어서 프린스턴 대학의 고등연구원의 연구원이 되었으며, 후에 프린스턴 대학의 강사와 조교수를 역임하였다. 1975년에는 일본의 교토대학과 호주 퍼스의 방문 교수였다. 1975년부터 1978 사이에는 우주정거장의 과학적 사용에 대한 태스크포스의 멤버로 나사와 협력하였다. 1976년에는 카타니아 대학의 이론물리학교수가 되었으며, 1978년에는 로마대학 “사피엔자”의 교수가 되었다. 1985년에는 국제상대론천체물리학연구센터의 소장에 선임 되었고, 1984년에는 압두스 살람과 공동으로 마샬그로스만 학회를 시작하였다. 1987년에는 한-이 상대론 천체물리학 심포지움의 주관자가 되었다. 1989년부터 93년까지 이태리우주연구원의 과학분과 위원장을 역임하였다. 루피니 교수는 여러 가지 과학잡지의 편집자이다. 루피니 교수는 안나 임포넨테와 결혼하였고 슬하에 아들 야코보가 있다.
루피니 교수는 보존별에 대한 이론적인 연구를 했다.. 존 휠러 교수와 같이 저술한 그의 논문은 처음으로 천체물리학적 개념인 “블랙홀”을 소개하였다. 드미트리우스 크리스토돌루와 공동으로 블랙홀에 대한 가역적 비가역적 변환을 구하였고 전하, 질량 그리고 각운동량을 가진 커-뉴만 블랙홀에 대한 식을 구하였다. 그는 처음으로 우리 은하의 첫 블랙홀을 이론적으로 규명하였다.
그의 제자와 함께 중성자별 질량의 절대 상한을 계산하였고 제가 로버트 리치와 이 상한을 적용하여 첫 번째 블랙홀인 시그너스 엑스 1을 규명하는 것을 가능하게 한 방법을 찾았으며, 이 방법과 리카르도 쟈코니교수 그룹의 운루위성의 뛰어난 자료를 이용하여 블랙홀 시그너스 엑스 1을 구명하였다. 이 업적으로 루피니 교수는 1972년에 뉴욕 아카데미의 크레시 모리슨상을 수상하였다.
제자 칼제티, 쟈발리스코, 송 그리고 타라리오와 함께 우주에서 프랙탈의 역할에 대한 연구를 하였다.
,
공동연구자 다무르,.
공동연구자 다무르와 함께 블랙홀에서 쌍생성에 관한 하이젠버그-오일러-슈빙거 과정을 제안하였으며, 이 과정이 발생하는 다이아도스피어를 규명하였다. 감마레이버스트(GRBs)가, 지상실험으로 관찰되기 전에, 천체물리학적으로 그러한 쌍생성의 가능성으로 보이는 것으로 보이고, 처음으로 블랙홀로 부터의 에너지 추출(블랙홀 에너지)을 나타내는 것으로 보인다).

## 저서
루피니교수는 다음을 포함하여 21권의 공동 저자이다:
- R. Giacconi and R. Ruffini, eds. and co-authors "Physics and Astrophysics of Neutron Stars and Black Holes", LXXV E. Fermi Summer School, SIF and North Holland (1978), also translated into Russian.
- R. Gursky and R. Ruffini eds. and co-authors, "Neutron Stars, Black Holes and Binary X Ray Sources", H. Reidel (1975).
- H. Ohanian and R. Ruffini "Gravitation and Spacetime", W.W. Norton, N.Y. (1994) also Translated into Italian (Zanichelli, Bologna, 1997) and Korean (Shin Won, Seoul, 2001).
- R. Gursky-R. Ruffini Neutron Stars, Black Holes and Binary X Ray Sources, H. Reidel (1975)
- Bardeen-Carter-Gursky-Hawking-Novikov-Thorne-Ruffini Black holes, Ed. de Witt, Gordon and Breach, New York, 1973
- M. Rees-J.A. Wheeler-R. Ruffini Black Holes, Gravitational Waves and Cosmology, Gordon and Breach N.Y. 1974
- H. Sato-R. Ruffini Black Holes, Tokyo 1976
- L.Z. Fang-R. Ruffini Basic Concepts in Relativistic Astrophysics, Science Press, Beijing 1981
- F. Melchiorri-R. Ruffini Gamow Cosmology, North Holland Pub. Co., Amsterdam, 1986

## 수상
- Cressy Morrison Award, from the New York Academy of Sciences (1972)
- Alfred P. Sloan Fellow Foundation (1974)
- Space Scientist of the Year (1992)

## 같이 보기
- 작용권
- 슈뢰딩거-뉴턴 방정식

## 참고 문헌
1. ↑  
R. Ruffini and S. Bonazzola (1969). “Systems of Self-Gravitating Particles in General Relativity and the Concept of an Equation of State”. 《Phys. Rev.》 187: 1767–1783.
2. ↑  
R. Ruffini and J.A. Wheeler (1971). “Introducing the Black Hole”. 《Physics Today》: 30039.
3. ↑  
D. Christodoulou, R. Ruffini (1971). “Reversible Transformations of a Charged Black Hole”. 《Phys. Rev. D》 4: 3552–3555.
4. ↑  
C. Rhoades and R. Ruffini (1974). “Maximum Mass of a Neutron Star”. 《Phys. Rev. Lett》 32: 324.
5. ↑  
R. Leach and R. Ruffini (1973). “On the Masses of X-Ray Sources”. 《Ap. J. Letters》 180: L–15.
6. ↑  
R. Giacconi (2005). “An Education in Astronomy”. 《Annual Review of Astronomy & Astrophysics》 43: 1–30.
7. ↑  R. Giacconi (2003). “Nobel Lecture: The dawn of x-ray astronomy”. 《Reviews of Modern Physics》 75: 995–1010. 2008년 11월 22일에 원본 문서에서 보존된 문서. 2008년 3월 19일에 확인함.
8. ↑  
D. Calzetti, M. Giavalisco, R. Ruffini (1988). “The normalization of the correlation functions for extragalactic structures”. 《Astron. Astrophys.》 198.
9. ↑  
R. Ruffini, D.J. Song, S. Taraglio (1988). “The 'ino' mass and the cellular large-scale structure of the universe”. 《Astron. Astrophys.》 190.
10. ↑  
T. Damour and R. Ruffini (1975). “Quantum Electrodynamical Effects in Kerr-Newmann Geometries”. 《Phys. Rev. Lett》 35: 463.
11. ↑  
R. Ruffini;  외. (2008). “Gamma Ray Bursts”. 《Proceedings XI Marcel Grossmann Meeting, World Scientific, Singapore》.